# Maarja-Magdaleena
Maarja-Magdaleena är en ort i Estland. Den ligger i Tabivere kommun och landskapet Jõgevamaa, i den centrala delen av landet, 150 km sydost om huvudstaden Tallinn. Maarja-Magdaleena ligger 71 meter över havet och antalet invånare är 264.
Terrängen runt Maarja-Magdaleena är platt. Runt Maarja-Magdaleena är det glesbefolkat, med 13 invånare per kvadratkilometer. Närmaste större samhälle är Tabivere, 10,5 km sydväst om Maarja-Magdaleena. Omgivningarna runt Maarja-Magdaleena är en mosaik av jordbruksmark och naturlig växtlighet.